# Poptop Software
PopTop Software var en amerikansk datorspelsutvecklare. Poptop utvecklade flera strategispel såsom Railroad Tycoon II (1998) och Tropico (2001).
Poptop grundades 1993 av Phil Steinmeyer och var baserad i Fenton, en förort till Saint Louis, Missouri. 2006 övertogs PopTop av utgivaren Take Two Interactive.

## Spel utvecklade av PopTop Software
- Railroad Tycoon II (1998)
- Tropico (2001)
- Tropico 2: Pirate Cove (2002)
- Railroad Tycoon 3 (2003)
- Shattered Union (2005)